# Resolutie 2267 Veiligheidsraad Verenigde Naties
Resolutie 2267 van de Veiligheidsraad van de Verenigde Naties werd unaniem door de VN-Veiligheidsraad aangenomen op 26 februari 2016, en verlengde het mandaat van het VN-kantoor in Guinee-Bissau opnieuw met een jaar.

## Achtergrond
Guinee-Bissau werd in 1973 onafhankelijk van Portugal en kende in 1994 voor het eerst verkiezingen. In 1998 kwam het leger echter in opstand, werd de president afgezet en ontstond de Guinee-Bissause burgeroorlog. Uiteindelijk werden pas eind 1999 nieuwe presidentsverkiezingen gehouden. In 2003 werd hij na een chaotische regeerperiode door het leger afgezet. In 2004 leidde muiterij in het leger tot onrust in het land. Nieuwe presidentsverkiezingen in 2005 brachten de in 1998 afgezette president opnieuw aan de macht. In 2009 werd hij vermoord door soldaten en volgden wederom presidentsverkiezingen. In 2010 was er onrust binnen het leger en in 2011 een couppoging tegen de nieuwe president. Die lag op dat moment met een slechte gezondheid in een Frans ziekenhuis en stierf daar in 2012. Er werden wederom verkiezingen uitgeschreven waarvoor vreedzaam campagne werd gevoerd. In april 2012 pleegde een deel van het leger echter een staatsgreep en werd onder meer de interim-president vastgezet. De verkiezingen werden vervolgens afgelast en er werd een militair bewind gevestigd. In 2014 pas werden opnieuw verkiezingen gehouden en werd José Mario Vaz tot nieuwe president verkozen.

## Inhoud
Vanwege politieke en institutionele spanningen tussen de president, de eerste minister, de parlementsvoorzitter en de voorzitters van de politieke partijen lagen de hervormingen in Guinee-Bissau al meer dan een half jaar stil. Het was van belang dat het leger zich buiten de politieke situatie bleef houden, en dat de grondwettelijke orde gerespecteerd bleef. Tot dusver bleef de vrede alleszins gehandhaafd.
Het mandaat van het VN-kantoor UNIOGBIS, dat meehielp de problemen in Guinee-Bissau oplossen, werd verlengd tot 28 februari 2017. De politieke leiders van het land werden opgeroepen voor stabiliteit te zorgen, en de onderliggende oorzaken van de instabiliteit aan te pakken. Vooral de relatie tussen politiek en leger, slecht werkende overheidsinstellingen, ordehandhaving, straffeloosheid, de strijd tegen drugshandel, mensenrechtenschendingen, armoede en gebrekkige toegang tot basisvoorzieningen moesten daarbij de aandacht krijgen.

## Verwante resoluties
- Resolutie 2186 Veiligheidsraad Verenigde Naties (2014)
- Resolutie 2203 Veiligheidsraad Verenigde Naties (2015)

Lijst ·  2260 ·  2261 ·  2262 ·  2263 ·  2264 ·  2265 ·  2266 ·  2267 ·  2268 ·  2269 ·  2270 ·  2271 ·  2272 ·  2273 ·  2274 ·  2275 ·  2276 ·  2277 ·  2278 ·  2279 ·  2280 ·  2281 ·  2282 ·  2283 ·  2284 ·  2285 ·  2286 ·  2287 ·  2288 ·  2289 ·  2290 ·  2291 ·  2292 ·  2293 ·  2294 ·  2295 ·  2296 ·  2297 ·  2298 ·  2299 ·  2300 ·  2301 ·  2302 ·  2303 ·  2304 ·  2305 ·  2306 ·  2307 ·  2308 ·  2309 ·  2310 ·  2311 ·  2312 ·  2313 ·  2314 ·  2315 ·  2316 ·  2317 ·  2318 ·  2319 ·  2320 ·  2321 ·  2322 ·  2323 ·  2324 ·  2325 ·  2326 ·  2327 ·  2328 ·  2329 ·  2330 ·  2331 ·  2332 ·  2333 ·  2334 ·  2335 ·  2336